# Gewapende grond

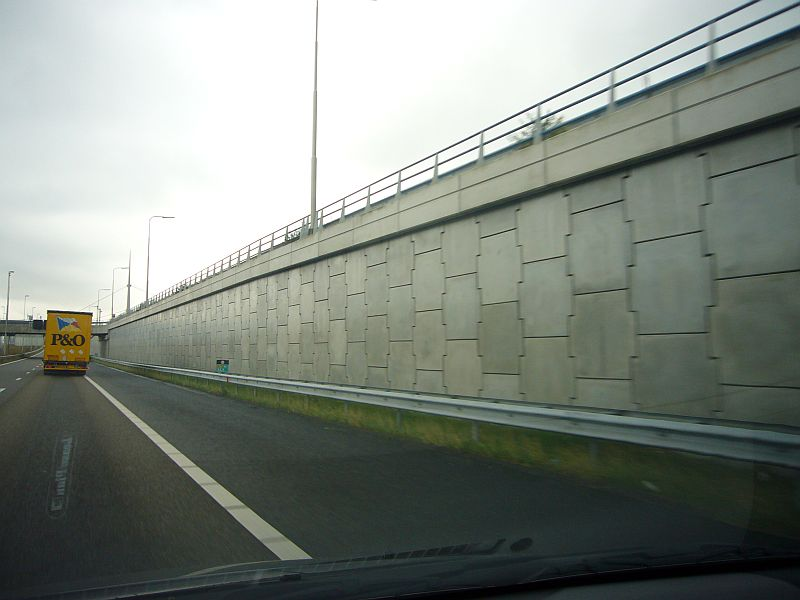
gewapende grond-keerwand

Gewapende grond is een type grondkerende constructie. De term gewapende grond komt van het Franse terre armée, naar analogie met gewapend beton. Het is een uit Frankrijk afkomstige techniek die sinds de jaren 1980 ook in Nederland en België in gebruik is geraakt. 

## Werking
Een gewapende grond-wand is een verticale grondkering, in Nederland veelal toegepast bij viaducten. De betonelementen worden verankerd met stalen strips die door middel van wrijving de horizontale krachten op kunnen nemen. Deze strips worden op het achterliggende grondlichaam (in opbouw) gelegd, waarna de grond aangevuld wordt en derhalve de wrijving tussen de strips en de grond ontstaat.
Het systeem is zo ontworpen dat de wrijving die benodigd is, toeneemt naarmate de hoeveelheid bovenliggende grond toeneemt. Dit is ook wenselijk omdat de horizontale druk op de betonelementen toeneemt naarmate de verticale gronddruk toeneemt. In deze is het ook een goed geoptimaliseerd systeem, omdat er een balans tussen benodigde en gegenereerde kracht aanwezig is. 
De werking is enigszins vergelijkbaar met de werking van een keerwand hoewel deze uit één element bestaat en zowel aan gronddruk (massa) als wrijving stabiliteit ontleent. De gewapende grond-wand vangt de horizontale gronddruk echter 100% op door middel van de wrijving tussen de strips (verbonden aan de betonelementen) en de grond.